# New Centerville
New Centerville es un borough ubicado en el condado de Somerset en el estado estadounidense de Pensilvania. En el año 2000 tenía una población de 193 habitantes y una densidad poblacional de 264.9 personas por km².

## Geografía
New Centerville se encuentra ubicado en las coordenadas 39°56′30″N 79°11′31″O / 39.94167, -79.19194.

## Demografía
Según la Oficina del Censo en 2000 los ingresos medios por hogar en la localidad eran de $37,750 y los ingresos medios por familia eran $45,833. Los hombres tenían unos ingresos medios de $35,625 frente a los $19,167 para las mujeres. La renta per cápita para la localidad era de $21,873. Alrededor del 5.5% de la población estaba por debajo del umbral de pobreza.